# 統子內親王
統子內親王（むねこないしんのう、大治元年七月二十三日（1126年8月13日） - 文治5年七月二十日（1189年9月2日）），為鳥羽天皇女二宮（生母中宮藤原璋子），同母兄崇德天皇，同母弟後白河天皇。後白河天皇准母和皇后宮。初名恂子，後改為統子。法名金剛親、真如理。女院宣下後以上西門院為院號。

## 略歷
- 1126年 誕生，內親王宣下。
- 1127年 准三后宣下，出任賀茂齋院。
- 1132年 因病而退出齋院一職。
- 1134年 由朝臣－式部大輔藤原敦光之建議，由恂子改名為統子。
- 1141年 同母兄－崇德天皇退位，異母弟－近衛天皇即位。
- 1143年 移居新造的三条烏丸第居住。
- 1145年 母－藤原璋子崩御。
- 1147年 移居三条東洞院第。
- 1155年 近衛天皇崩御，同母弟－後白河天皇即位。
- 1156年 父－鳥羽天皇崩御，保元之亂爆發。
- 1158年 成為後白河天皇准母、皇后宮宣下（尊稱皇后）。
- 1159年 女院宣下，號上西門院。
- 1160年 於仁和寺金剛院出家。
- 1183年 法住寺合戰之際，和皇后宮亮子內親王（後白河天皇女一宮、安德、後鳥羽兩天皇準母）、頌子內親王（鳥羽天皇皇女、統子內親王異母妹）及範子內親王（高倉天皇女二宮）一同在五辻第避難。
- 1189年 於六条院崩御，葬於花園東陵。